# Pierre Kahn-Farelle
Pour les articles homonymes, voir Kahn.
Pierre Kahn-Farelle, né le 18 janvier 1906 à Paris et mort le 1er février 2000 à Avignon, était, avec son frère Robert Kahn, industriel dans la métallurgie (à Paris et à Saint-Étienne)  avant la guerre de 1939-45. Engagé -comme son cadet- dans la Résistance française, il a été connu dans la clandestinité sous les noms de « Pierre des faux papiers », mais aussi de « Pierre », « Alias », « Paul », « Plutus », « Morgan », ou encore « Roger Farelle »… Il a été un des personnages les plus actifs et les plus importants de la Résistance intérieure française, ainsi que l'un des fondateurs de L'Aurore clandestine. 
Pierre Kahn avait d'abord élaboré un service de fabrication et de distribution de faux-papiers en 1942, à Lyon, pour fournir aux militants du réseau Libération (dont il dirigeait les services sociaux). Parmi ses collaborateurs figurait notamment Lucie Aubrac qui lui donnait des noms et des adresses utilisables, avec la complicité de l’administration.  

## « Pierre-des-faux-papiers »
Après l'armistice, Pierre Kahn, industriel dans la métallurgie, se replie en zone Sud. Il entre en contact dès 1941 avec le mouvement « Combat » et diffuse son Journal clandestin. En septembre 1942, il devient permanent du mouvement « Libération ». Sous le pseudonyme de « Pierre », il crée un service de faux papiers.
En 1943, lorsque les mouvements Libération, Combat et Franc-Tireur fusionnent en zone Sud, pour former le groupement des MUR (Mouvements unis de la Résistance), Pierre Kahn conserve les mêmes fonctions. Lorsqu'à la fin de l'année 1943, les MUR fusionnent avec des éléments résistants de la zone Nord, pour constituer le Mouvement de libération Nationale, le MLN, il y prend le nom d'« Alias », puis celui de « Paul », et continue à fabriquer des faux papiers. Mais, en même temps, sous le nom de « Plutus » puis celui de « Morgan », il devient dans la clandestinité le trésorier général du MLN. Le 18 mai 1944, il est arrêté par la Gestapo. Il passe par la rue des Saussaies, Fresnes, Compiègne, le Train de la mort (plus de 500 morts), Dachau et les camps du Neckar où il est enfermé le 23 juillet 1944 avant d'être miraculeusement libéré en avril 1945. À son retour en France, il publie le récit de sa captivité, dans L'Aurore qui reparaît au grand jour, (à partir du 24 avril 1945).  Il reprend ensuite ses activités dans la métallurgie spéciale. Retiré après sa retraite dans le Luberon, il y est mort à 94 ans le 1er février 2000.
Pierre Kahn-Farelle a été élevé à la dignité de grand officier de la Légion d'honneur. La médaille de la Résistance avec rosette lui a été attribuée.

## Son frère Robert assassiné par Barbie
Son frère, Robert Kahn, né à Paris, était lui aussi industriel dans la métallurgie. Sous le nom de Renaud, il fut le chef des Mouvements Unifiés de la Résistance, les MUR, dans la Loire où il venait de s'installer pour diriger une entreprise de métaux spéciaux. Arrêté par la Gestapo, une première fois à Saint-Étienne, il s'évade avec l'aide de Lucie Aubrac. Arrêté une deuxième fois sur dénonciation, à Lyon, il est emprisonné à la prison Montluc et assassiné sur ordre de Klaus Barbie en août 1944. Il a été élevé dans l'Ordre de la Légion d'honneur, au grade de chevalier, à titre posthume. Son histoire héroïque et tragique est racontée dans le livre d'Annette Kahn : Robert et Jeanne, publié aux éditions Payot, Paris, 1990 et dans l'édition américaine de ce livre, Why my father died, aux  éditions Simon and Schuster, New York, 1991.
Leur sœur, Edmée Jourda, était l'épouse de Jacques Jourda, responsable du bureau de liaison des MUR. Une autre de ses sœurs, Suzanne Van Gelder, a été la créatrice après la guerre  d'innovatrices  peluches souples (ours en peluche) et de la marque "Anima".

## Filmographie
- Pierre des faux papiers  Documentaire écrit et réalisé par Emmanuel Laborie  Vidéo, couleur, 54 minutes.  Production : CERRAVHIS, ESAV-AVVIS  Université de Toulouse le Mirail et S.E.A.C. Paris, INA France. (1993)

Voir à ce sujet :     
- , et,
- Francois Rouquet, « Pierre-des-faux-papiers », Vingtième Siècle. Revue d'histoire, 1994, 43, p. 141 - 142.